# Чоканари (Дамбовица)
Чоканари (рум. Ciocănari) насеље је у Румунији у округу Дамбовица у општини Никулешти. Oпштина се налази на надморској висини од 112 m.

## Становништво
Према подацима из 2002. године у насељу је живело 1333 становника, од којих су сви румунске националности.